# Defesa branca
Defesa branca é um termo para descrever respostas defensivas de pessoas brancas às discussões sobre discriminação social, racismo estrutural e privilégio branco. O termo tem sido aplicado para caracterizar as respostas dos brancos aos retratos do comércio de escravos no Atlântico e da colonização europeia, ou aos estudos sobre o legado desses sistemas na sociedade moderna. Acadêmicos e historiadores identificaram múltiplas formas de defesa dos brancos, incluindo a negação dos brancos, o desvio dos brancos e a fragilidade dos brancos. A última das quais foi popularizada pela estudiosa Robin DiAngelo. a partir a sua polémica tese de doutoramento, onde disserta sobre a “branquitude no diálogo racial”.
As pessoas brancas são descritas, na teoria, como todas racistas e exibindo respostas substancialmente desconfortáveis quando questionadas sobre a dinâmica racial (ou seja, casos de possível racismo) – considerada uma estratégia de autoproteção para esconder a dor, o trauma e o trauma intergeracional.

## Definição
A atitude defensiva dos brancos descreve algumas das respostas percebidas quando os brancos são confrontados com questões que envolvem raça e racismo. Os acadêmicos propuseram subtipos de defensividade branca, como negação branca, desvio branco e fragilidade branca. Existem também contextos e descrições variados do que pode causar a expressão dessa atitude defensiva teorizada. Por exemplo, os cientistas políticos Angie Maxwell e Todd Shields propuseram que o exame do privilégio dos brancos "desencadeia a defensiva dos brancos".
Acadêmicos, como Robin DiAngelo, Julia Chinyere Oparah, George Yancy e Leah Gaskin Fitchue, detalharam faixas do que definem como respostas defensivas brancas em seus trabalhos.

### Subtipos

#### Negação branca
A negação branca foi identificada como uma resposta defensiva dos brancos, na qual as realidades da desigualdade são negadas ou minimizadas. Um exemplo é a afirmação de que o racismo simplesmente não existe. Historicamente, também assumiu formas mais extremas, como a sugestão de que a escravatura nos Estados Unidos era um sistema benigno ou mesmo teve um efeito civilizador sobre os afro-americanos. Em relação à negação branca, a teóloga Leah Gaskin Fitchue escreveu em 2015:
Pela sua própria natureza, a negação é um mecanismo de defesa, uma distorção da realidade, uma projeção delirante para remodelar a realidade da forma que se deseja vê-la. O estudo de James Perkinson, White Theology (Teologia Branca), contraria a negação branca ao apelar a uma "teologia branca da responsabilidade (concordando com Cone) de que um envolvimento sério com a história e a cultura deve estar no centro de qualquer projeção americana de integridade"...
Enquanto a negação está ligada a preconceitos implícitos e inconscientes. A negação branca também pode ser motivada pela culpa branca, o que sugere que o reconhecimento da existência de discriminação ou racismo contra outro grupo pode ser uma ameaça à identidade de membros de grupos dominantes e maioritários.
O filósofo George Yancy falou sobre suas experiências de negação branca na academia e nas respostas às suas obras, como seu artigo de 2015, Dear White America. A partir de sua pesquisa de 1998, a professora Julia Chinyere Oparah propôs que quando "as feministas brancas pararem de responder aos desafios das mulheres negras com contra-ataque e defensiva" os esforços anti-racismo podem progredir "além da negação branca" ao "reconhecer que os brancos feministas, como indivíduos, muitas vezes silenciam, ignoram ou oprimem de alguma forma as mulheres negras."
Robin DiAngelo argumentou que a pressão social sobre as pessoas de cor para "conspirarem com a fragilidade branca" acomoda outras formas de defesa dos brancos, em particular a "negação branca".

#### Desvio branco
Desvio branco é um termo cunhado pelo acadêmico Max Harris para denotar um fenômeno no qual os brancos podem obstruir o diálogo ou o reconhecimento da discriminação baseada na raça, redirecionando ou comparando o assunto a outras questões sociais. Essa forma proposta de defesa dos brancos pode procurar reorientar a culpa para as pessoas de cor e os povos indígenas, em vez de abordar o papel dos brancos. Harris, bolsista da Universidade de Oxford, sugere que quando "o racismo ou a colonização são levantados, a conversa descarrila".
Max Harris é o autor do livro intitulado “The New Zealand Project”. Ele mora na Nova Zelândia, mas sua formação é do Reino Unido. Ele acredita que nomear a branquitude é nomear a dominação, pois muitas vezes ela está ligada a origens. Ele acredita que existem quatro tipos de atitude defensiva branca e isso inclui negação, desvio, centralização em prejuízos e a exigência de seguir em frente. Esses termos foram criados porque Max testemunhou o povo Māori da Nova Zelândia experimentando hostilidade em relação a eles já na década de 1990. O termo é semelhante ao conceito de “racismo reverso”, já que o povo Māori é frequentemente retratado de forma negativa quando qualquer aspecto do racismo é levantado.

#### Fragilidade branca
Robin DiAngelo teorizou que, como a percepção dominante do racismo implica uma "maldade" consciente, a definição do racismo é a causa de praticamente toda a atitude defensiva dos brancos. DiAngelo, que cunhou o termo "fragilidade branca" no início de 2010 e mais tarde lançou seu livro White Fragility em 2018, descreve a "fragilidade branca" como uma série de respostas defensivas por parte de pessoas brancas. De acordo com Robin DiAngelo, os brancos reagem ao "estresse racial" com uma "exibição externa de emoções como raiva, medo e culpa, e comportamentos como argumentação, silêncio e abandono da situação indutora de estresse". DiAngelo teorizou que esta reação serviu para "restabelecer o equilíbrio racial branco".
Desde então, o termo tem sido analisado na academia e descrito na mídia como uma gama distinta de expressões de muitas pessoas brancas em vários cenários históricos até os tempos modernos. O termo está frequentemente ligado à ideia de racismo estrutural. O crítico do Washington Post Carlos Lozada endossou o conceito, mas considerou o livro de DiAngelo falho. O livro foi criticado pelo linguista americano John McWhorter, que argumentou que "infantilizava abertamente os negros".
O jornalista Peter Baker argumenta que a “fragilidade branca” pode ser expressa pelo silêncio ou pelo fechamento; negação; acusações de racismo reverso; ou chateado, raiva ou raiva em nível interpessoal. A última forma individualista de resposta não deve, no entanto, ser confundida com os termos "reação branca" ou "raiva branca", que se referem a reações de grupo excludentes ou violentas por parte de alguns brancos à progressão social das pessoas de cor.

## História

### Colonialismo europeu e escravidão
Max Harris observou o fenômeno na política da Nova Zelândia. Referindo-se a esta forma de defesa branca como "Desvio", alguns neozelandeses brancos desviam a atenção para a era pré-colonos Pākehā antes da colonização, atribuindo uma culpa ou culpabilidade não relacionada ao povo Māori.
Em 1800, uma rebelião fracassada planejada pelo escravo Gabriel Prosser causou tanto uma queda no apoio às sociedades antiescravistas, que vinham fazendo petições contra o racismo estrutural, quanto um aumento na atitude defensiva dos brancos no Upper South. Nos Estados Unidos pós-escravidão, tem havido historicamente frustração das comunidades afro-americanas com a atitude defensiva dos brancos e suas consequências, causando uma falta de responsabilização.

### Estudo do fenômeno
Vários estudos exploraram como a defensiva branca, cruzando-se com a branquitude, opera em áreas da sociedade, como a educação. A pesquisa de Cynthia Levine-Rasky de 2011 mostrou como uma atitude defensiva inconsciente dos brancos está frequentemente presente em candidatos a professores com mentalidade tradicional em uma universidade canadense.

## Tipos de expressão

### Racismo reverso
Cameron McCarthy argumenta que uma forma de defesa pode ser a insistência numa visão relativista da história em que os brancos são também vítimas da opressão histórica e do racismo. No final da década de 1990, o professor Paul Orlowski observou o surgimento da defensiva branca nas comunidades da classe trabalhadora da Colúmbia Britânica, Canadá, onde a investigação do racismo estrutural na província levou a acusações de ser "anti-branco".

### Barreiras terminológicas
Alguns afirmam que a utilização de termos técnicos da teoria crítica (tais como “privilégio branco” e “fragilidade branca”) pode impedir o envolvimento adequado com os fenómenos sociais envolvidos no racismo estrutural. Em 2019, conforme relatado pela professora Lauren Michele Jackson, a escritora Claudia Rankine abandonou as tentativas de documentar conversas com homens brancos, devido à sua percepção de que o uso de terminologia precisa estava na verdade fornecendo uma espécie de barreira ao progresso e permitindo ainda mais aos brancos defensiva.

### Viés explícito ou consciente
No preconceito explícito, a pessoa está plenamente consciente e compreende as ramificações das suas ações e intenções. Estas ações podem parecer diferentes, como atos deliberados de exclusão, assédio verbal ou físico, ou linguagem depreciativa ou exclusiva, mas todas são processadas conscientemente pelo sujeito atuante.

### Viés implícito ou inconsciente
O preconceito implícito vem de fora da compreensão consciente que a pessoa tem de si mesma e do mundo e pode estar em conflito direto com as opiniões e crenças expressas. Mesmo que não seja totalmente compreendido pelo sujeito agente, este preconceito influencia a forma como as pessoas processam decisões e fazem julgamentos, especialmente nos casos em que o sujeito agente está a tomar uma decisão rápida ou está sob coação.